# La Carcajada
La Carcajada fue una revista de ideología carlista editada entre 1891 y 1892 en la ciudad española de Barcelona, durante la Restauración.

## Historia

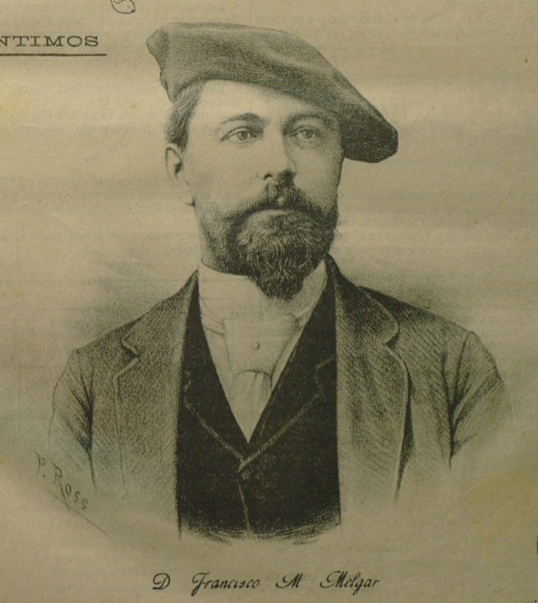
Retrato de Francisco Martín Melgar en la portada del segundo número de la revista.

Publicación periódica editada en Barcelona bajo el subtítulo «periódico festivo, político y literario», su director fue Francisco de Paula Oller. Su primer número apareció el 2 de enero de 1891. Aparecía en números de ocho páginas en folio menor, a dos columnas y con un precio de dos céntimos el ejemplar. Después de 92 números, cesaría su publicación el 30 de septiembre de 1892.
Entre los redactores se encontraron firmas como las de Flordelís, X. y Ángel Romántich, además de colaborar con textos autores como Sáez de Tejera, el conde de Doña Marina, Gabriel Vich, el doctor Chascas, Enrique de Olea, J. Gota Hernández o Muñoz Serrano. En el aspecto gráfico participaron dibujantes como Paciano Ross, Ramón Cilla, Melitón González o Utrillo, entre otros.